# Romain Duris
Romain Duris (Paris, 28 de maio de 1974), é um ator francês de cinema.

## Biografia
Romain Duris nasceu em 28 de maio de 1974, na cidade de Paris, filho de pai arquiteto e mãe colorista e dançarina. Estudou Artes Aplicadas, mas abandonou a pintura para dedicar-se à música. Criou um grupo de jazz-funk-rap que posteriormente, também, abandonou. Foi por acaso que ele se tornou ator. Descoberto no final do curso pelo diretor de casting Cédric Klapisch, Romain não queria ser ator e não estava realmente motivado no seu primeiro casting.
O papel pelo qual se descobriu Romain Duris como ator foi Tomasi, no do telefilme de Cédric Klapisch Le Péril jeune (1994). Posteriormente, atuou várias vezes nos filmes deste realizador tais como: Chacun cherche son chat, Peut-être, L'Auberge espagnole, Les Poupées russes, Paris. Também trabalhou várias vezes com Tony Gatlif (Gadjo Dilo, pelo qual foi nomeado ao César de melhor ator revelação, Je suis né d'une cigogne e Exils) e Olivier Dahan (Déjà mort em 1998, depois no clipe Faut que j'travaille de Princesse Erika em 1995 e Le Petit Poucet em 2001). No entanto, qualificou como «diferente» a relação com esses dois últimos cineastas face a Cédric Klapisch.
Romain Duris é casado com a atriz Olivia Bonamy, com quem tem um filho, Luigi, nascido em 10 de fevereiro de 2009. Recentemente abriu uma loja de roupa na cidade francesa de Montluçon, no departamento de Allier.

## Filmografia

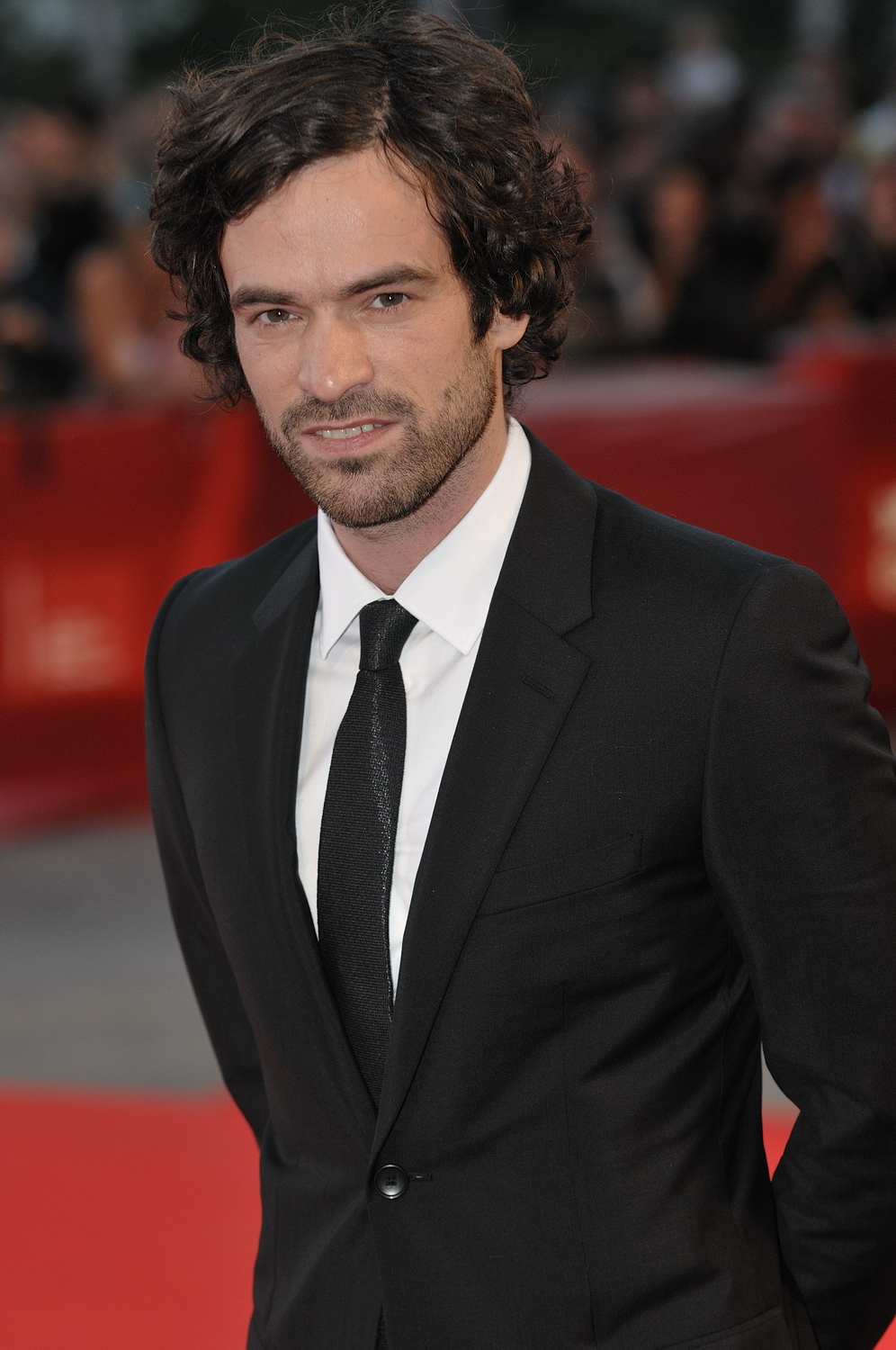
Romain Duris na 66ª edição do Festival de Cinema de Veneza (2009)

| Ano  | Título original                                                                  | Título no Brasil                               | Título em Portugal                 | Papel                     |
| ---- | -------------------------------------------------------------------------------- | ---------------------------------------------- | ---------------------------------- | ------------------------- |
| 1994 | Le Péril jeune                                                                   | Idade Perigosa                                 |                                    | Tomasi                    |
| 1994 | Tous les garçons et les filles de leur âge... - episódio 9: Frères (série de TV) |                                                |                                    | Marco                     |
| 1995 | Mémoires d'un jeune con                                                          |                                                |                                    | Luc                       |
| 1996 | Chacun cherche son chat                                                          |                                                |                                    | o baterista               |
| 1996 | 56 fois par semaine (curta-metragem)                                             |                                                |                                    |                           |
| 1997 | Dobermann                                                                        |                                                |                                    | Manu                      |
| 1997 | Gadjo Dilo                                                                       |                                                | O Estrangeiro Louco                | Stéphane                  |
| 1997 | Déjà mort                                                                        |                                                |                                    | Romain                    |
| 1998 | Je suis né d'une cigogne                                                         |                                                |                                    | Otto                      |
| 1998 | Les Kidnappeurs                                                                  |                                                |                                    | Zéro                      |
| 1999 | Peut-être                                                                        | Além do Meu Futuro                             |                                    | Arthur                    |
| 2001 | Le Petit Poucet                                                                  |                                                |                                    | Un garde de la reine      |
| 2001 | Being Light                                                                      |                                                |                                    | Maxime Lecocq             |
| 2001 | 17 fois Cécile Cassard                                                           |                                                |                                    | Matthieu                  |
| 2001 | CQ                                                                               |                                                | CQ                                 | o realizador hippie       |
| 2002 | Filles perdues, cheveux gras                                                     | Jovens Perdidas, Cabelos Sujos                 |                                    | Mathieu                   |
| 2002 | Adolphe                                                                          |                                                |                                    | d'Erfeuil                 |
| 2002 | Pas si grave                                                                     |                                                |                                    | Léo                       |
| 2002 | Shimkent Hotel                                                                   |                                                |                                    | Romain                    |
| 2002 | L'Auberge espagnole                                                              | O Albergue Espanhol                            | A Residência Espanhola             | Xavier Rousseau           |
| 2002 | Le Divorce                                                                       | À Francesa                                     | O Divórcio                         | Yves                      |
| 2003 | Les clefs de bagnole (mera aparição)                                             |                                                |                                    |                           |
| 2003 | Osmose                                                                           |                                                |                                    | Rémi                      |
| 2004 | Exils                                                                            |                                                | Exílios                            | Zano                      |
| 2004 | Arsène Lupin                                                                     | Arsène Lupin - O Ladrão Mais Charmoso do Mundo | Arsène Lupin - O Ladrão Sedutor    | Arsène Lupin              |
| 2005 | De battre mon cœur s'est arrêté                                                  | De Tanto Bater, Meu Coração Parou              | De Tanto Bater o Meu Coração Parou | Tom                       |
| 2005 | Les poupées russes                                                               | Bonecas Russas                                 | As Bonecas Russas                  | Xavier Rousseau           |
| 2006 | Dans Paris                                                                       | Em Paris                                       | Em Paris                           | Paul                      |
| 2007 | Molière                                                                          | As Aventuras de Molière                        | Molière                            | Molière                   |
| 2007 | L'âge d'homme... maintenant ou jamais!                                           |                                                |                                    | Samuel / Léonard de Vinci |
| 2008 | Paris                                                                            | Paris                                          | Paris                              | Pierre                    |
| 2008 | Et après                                                                         |                                                |                                    | Nathan Del Amico          |
| 2009 | Persécution                                                                      | Perseguição                                    |                                    | Daniel                    |
| 2010 | L'arnacœur                                                                       | Como Arrasar um Coração                        | O Quebra Corações                  | Alex Lippi                |
| 2010 | L'homme qui voulait vivre sa vie                                                 |                                                | Em Busca de uma Nova Vida          | Paul Exben                |
| 2010 | Tangled (versão francesa)                                                        | Enrolados                                      | Entrelaçados                       | Flynn Rider               |
| 2012 | Populaire                                                                        | A Datilógrafa                                  | A Datilógrafa                      | Louis Échard              |
| 2013 | L'Écume des jours                                                                | A Espuma dos Dias                              |                                    | Colin                     |
| 2013 | Casse Tête Chinois                                                               | O enigma chinês                                |                                    | Xavier Rousseau           |
| 2018 | Dans la brume                                                                    | O Último Suspiro                               | Pânico na Bruma                    | Mathieu                   |

## Teatro
- 1995: Grande École de Jean-Marie Besset, encenado por Patrice Kerbrat, no Théâtre 14 Jean-Marie Serreau
- 2010: La Nuit juste avant les forêts de Bernard-Marie Koltès, encenado por Patrice Chéreau e Thierry Thieû Niang, no Centre national de création et de diffusion culturelles de Châteauvallon, Comédie de Valence, Maison de la Culture de Nevers et de la Nièvre, Museu do Louvre
- 2011: La Nuit juste avant les forêts de Bernard-Marie Koltès, encenado por Patrice Chéreau e Thierry Thieû Niang, no Théâtre de l'Atelier

## Premiações
- 2000:
  - Prémio Lumière de melhor ator revelação, por Peut-être
- 2006:
  - Estrela de Ouro de ator principal, por De battre mon cœur s'est arrêté
  - Globe de Cristal, por De battre mon cœur s'est arrêté
  - Prémio Limière de melhor ator, por De battre mon cœur s'est arrêté
- 2008:
  - Globe de Cristal, por Molière

## Nomeações
- 1999: Nomeado ao César de melhor ator revelação, por Gadjo Dilo
- 2000: Nomeado ao César de melhor ator revelação, por Peut-être
- 2005: Nomeado ao Prémio do Cinema Europeu de melhor ator, por De battre mon cœur s'est arrêté
- 2006: Nomeado ao César de melhor ator, por De battre mon cœur s'est arrêté
- 2011: Nomeado ao César de melhor ator, por L'Arnacœur